# 中国葛洲坝集团
中国葛洲坝集团有限公司简称葛洲坝集团，是隶属于中国能源建设集团的大型国有企业（2001年前葛洲坝集团直接隶属国务院国资委）。其前身是成立于1970年12月的三三〇工程指挥部。集团公司因整体承建葛洲坝工程而得名。

## 歷史

### 中国葛洲坝集团
2003年，国务院公佈《关于组建中国葛洲坝集团公司有关问题的批复》，由中国葛洲坝水利水电工程集团有限公司及原国家电力公司部分企业的基础上组建中国葛洲坝集团公司。中国葛洲坝集团公司其後成立中国葛洲坝集团股份有限公司，並成為上市公司。
2011年，国务院組建中国能源建设集团，葛洲坝集团由直接隶属国务院国资委，改為隶属中国能源建设集团。
2014年，中国葛洲坝集团公司改制成有限公司，改名中国葛洲坝集团有限公司。

### 公检法机关与葛洲坝基地
- 葛洲坝人民法院：行使基层人民法院的职权。依法管辖在葛洲坝城区范围内7平方公里，约20万管辖人口的第一审刑事案件、民事案件和行政案件。前身是宜昌市中级人民法院葛洲坝人民法庭，始建于1974年12月3日，2001年11月22日经最高人民法院批准设立葛洲坝人民法院。上诉法院是宜昌市中级人民法院。
- 宜昌市葛洲坝人民检察院（葛检院）：前身为1975年宜昌地区检察分院派驻葛洲坝工程检察组。1986年宜昌市人民检察院驻葛洲坝工区检察组成立，当时总共有14个人，实行双重领导：编制、人员由葛洲坝工程局管理，业务上受宜昌市人民检察院领导。1992年7月，检察组更名为检察处。2003年4月，经最高人民检察院批准设立的葛洲坝人民检察院。2005年国务院办公厅下发《关于第二批中央企业分离办社会职能工作有关问题的通知》，要求74家央企要将所属的公安、检察、法院等职能单位一次性全部分离按属地原则移交所在地(市)或县管辖。2007年9月，葛洲坝人民检察院正式挂牌成立，成为宜昌市人民检察院的派出院，行使县级检察院的职权。
- 宜昌市公安局葛洲坝公安处：2000年初，葛洲坝公安处正式列入宜昌市公安局序列，改牌为夷陵公安分局。2003年12月29日宜昌市公安局夷陵公安分局更名为宜昌市公安局平湖公安分局。
- 葛洲坝城区：前身是始建于1970年的三三〇工区。占地面积9.4平方公里，住户50412户，常住人口约14万，其中公司职工约40000人，退休职工35000人，流动人口10000余人。社区居委会21个。市政设施管理、市容环境卫生管理、园林绿化管理、城管综合执法、行政审批许可及环卫收费权、社区、消防、教育、医疗、社会救助、低保、残疾人两补、高龄津贴；建筑市场及行业管理、住房保障；环境保护、污染防治、环境执法；人口和计划生育、爱国卫生、公共场所卫生管理、医疗管理、卫生监督管理；安全生产综合监管、安全生产监督检查、安全生产执法等社会职能由葛洲坝集团有限公司宜昌基地管理局负责。

## 中国葛洲坝集团股份有限公司
中国葛洲坝集团股份有限公司（上交所除牌前：600068，简称：葛洲坝），是由中国葛洲坝集团公司控股的上市公司。其前身葛洲坝股份有限公司于1997年5月26日在上海证券交易所上市。2007年9月，葛洲坝股份有限公司吸收合并其控股股东中国葛洲坝水利水电工程集团有限公司实现了中国葛洲坝集团公司主业资产的整体上市。存续公司更名为中国葛洲坝集团股份有限公司。 2021年9月初，中国葛洲坝集团股份有限公司被中国能源建设换股吸收合并后终止上市。

## 連結
- 官方网站